# Singhasari

Geschichtskarte von Singhasari

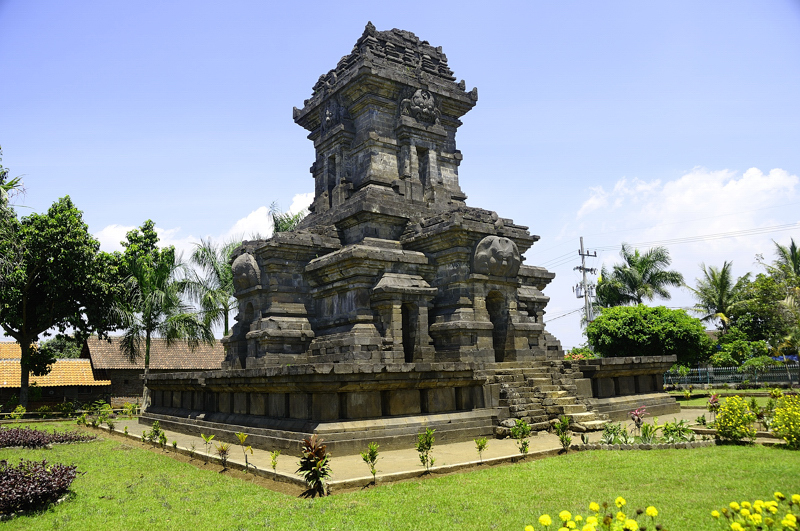
Candi Singosari nahe Malang. Laut einigen historischen Quellen ist er die Grabstätte für den letzten Herrscher des Reiches Singhasari

Singhasari war ein Königreich auf Java, das von 1222 bis 1292 existierte. Es löste das Reich Kediri ab und bildete die Grundlage für das im Jahr 1293 entstehende Großreich Majapahit. Daher gilt Singhasari trotz der kurzen Dauer als eine sehr wichtige Epoche in der Geschichte Javas.
Auslöser für den Beginn des neuen Reiches war der aus niederem Adel stammende Ken Angrok, der 1222 das Reich Kediri eroberte und die Hauptstadt nach Singhasari, nahe dem heutigen Malang verlegte. Verheiratet mit Ken Dedes, der Gattin des getöteten letzten Herrschers von Kediri, wurde er einige Jahre später von einem ihrer Söhne aus erster Ehe umgebracht. Ken Dedes' Nachkommen bildeten die Singhasari-Dynastie.
Der letzte Herrscher der Dynastie, der von 1268 bis 1292 regierende Kertanagara, schuf die Grundlagen für das spätere Reich von Majapahit, unter anderem, indem die Abgaben aus der Landwirtschaft direkt an ihn gingen. So wurde die Voraussetzung für die spätere Zentralisierung geschaffen. Er baute den Seehandel aus und erweiterte den Einfluss Singhasaris über Java hinaus. Mit der Pamalayu-Expedition im Jahr 1275 wurden die Häfen Palembang und Jambi als Reste des einst großen Srivijaya tributpflichtig gemacht. Kertanagara war sowohl Anhänger des tantrischen Buddhismus als auch der hinduistischen Bhairava-Sekte. Dieser hinduistisch-buddhistische Synkretismus wurde später ein Charakteristikum von Majapahit.
Kertanagaras Expansionspolitik brachte ihn zunehmend in Konflikt mit der mongolischen Yuan-Dynastie, die seit 1279 über das Kaiserreich China herrschte. Er lehnte Tributzahlungen an Kublai Khan ab, und als er im Jahr 1289 einen Gesandten des Kaisers verstümmeln ließ und nach China zurückschickte, führte das zum Krieg. Kurz vor der 1292 beginnenden mongolischen Invasion in Java wurde Kertanagara gestürzt und zusammen mit einem Priester getötet. Das geschah, während er tantrische Riten im Tempelkomplex der Hauptstadt, Candi Singosari, durchführte. Sein Schwiegersohn Raden Wijaya konnte mit mongolischer Unterstützung die Usurpation beenden und im Anschluss daran deren Invasion im Jahr 1293 zurückschlagen. Unter dem Herrschernamen Kertarajasa wurde er zum Begründer der Majapahit-Dynastie.